# Stenoprora lophota
Stenoprora lophota là một loài bướm đêm trong họ Erebidae.